# 국제평화재단
국제평화재단(國際平和財團, International Peace Foundation)은 한반도 평화정착과 동아시아 지역협력을 위한 연구 및 국제교류의 거점이 되고자 대한민국 외교통상부(현 외교부)와 제주특별자치도청이 함께 출연하여 2006년 설립된 재단법인이다. 이사회는 외교부 제2차관이 당연직 이사장으로, 제주특별자치도청 부지사 중 1인, 제주국제자유도시개발센터 이사장, 한국국제교류재단 이사장, 동북아역사재단 이사장, 제주평화연구원장, 제주국제연수센터 소장 등이 이사로 참여하며 이사장을 포함하여 총 9인의 이사 및 2인의 감사로 구성된다. 제주특별자치도 서귀포시 중문관광로 227-24에 위치하고 있다.

## 설립 근거
- 제주특별자치도 설치 및 국제자유도시 조성을 위한 특별법 제235조[2]

## 주요 업무
- 국제평화에 관한 연구, 교육 및 간행
- 평화와 번영을 위한 제주포럼 및 기타 국제행사의 주관
- 위 사업추진을 위한 부설기관의 설치와 운영
- 목적달성에 필요한 재원을 위한 수익사업
- 설립목적에 부합한다고 이사회에서 인정한 사업

## 연혁
- 1999년 제주도개발특별법에 세계 평화의 섬 지정 근거 마련
- 2005년 1월 12일 제주 평화거점화 추진방안으로 동북아 평화 번영 구현을 위한 연구원 설립계획을 대통령에 보고
- 2005년 1월 27일 제주를 세계 평화의 섬으로 지정 선포
- 2006년 1월 12일 재단법인 국제평화재단 창립총회 개최. 초대 김세원 이사장 선임
- 2006년 2월 28일 제주국제평화센터 준공
- 2006년 3월 24일 제주평화연구원 개원
- 2008년 5월 28일 제2대 김세원 이사장 선임
- 2008년 7월 2일 초대 한태규 제주평화연구원장 선임
- 2009년 12월 14일 제3대 천영우 이사장 선임
- 2010년 10월 13일 제주국제연수센터 개소
- 2010년 9월 8일 제2대 한태규 제주평화연구원장 선임. 초대 정달호 제주국제연수센터 소장 선임
- 2011년 2월 22일 제4대 민동석 이사장 선임
- 2012년 8월 23일 제5대 김성한 이사장 선임. 제3대 문태영 제주평화연구원장 선임. 제2대 정달호 제주국제연수센터 소장 선임
- 2013년 7월 26일 제6대 조태열 이사장 선임
- 2016년 12월 28일 제7대 안총기 이사장 취임
- 2017년 7월 4일 제8대 조현 이사장 취임
- 2018년 11월 27일 제9대 고충석 이사장 취임
- 2020년 11월 10일 제10대 김성환 이사장 취임
- 2022년 1월 26일 제11대 최종문 이사장 취임
- 2023년 1월 27일 제12대 이도훈 이사장 취임

## 조직

### 재단이사회
- 이사장
- 감사

#### 제주평화연구원장

##### 기조실장
- 기조실

##### 연구실장
- 연구실

#### 재단사무국장
- 행정실장
  - 센터행정실
- 사무국

#### 제주국제연수센터 소장
- 기획담당
- 행정담당

## 소속기관
- 제주평화연구원